# Isosorbid
Isosorbid je heterocyklická sloučenina odvozená od glukózy. Isosorbid a jeho dva izomery, isoidid a isomannid, patří mezi 1,4:3,6-dianhydrohexitoly. Tato bílá pevná látka se připravuje dvojitou dehydratací sorbitolu získaného z biosurovin, je biologicky odbouratelná a teplotně stabilní. Používá se v lékařství.

## Výroba
Hydrogenací glukózy vzniká sorbitol, který se dvojitou dehydratací přemění na isosorbid:
(CHOH)4(CH2OH)2 → C6H10O2(OH)2 + 2 H2O
Meziproduktem dehydratace je monocyklický sorbitan.

## Použití
Isosorbid se používá jako diuretikum, převážně k léčbě hydrocefalie, a rovněž k léčbě zeleného zákalu. Existují také látky odvozené od isosorbidu jako isosorbiddinitrát a isosorbidmononitrát, která slouží jako léky na anginu pectoris.
Další na isosorbidu založená léčiva se používají jako osmotická diuretika a k léčbě jícnových varixů. Isosorbiddinitrát a hydralazin jsou složkami isosorbiddinitrát/hydralazinu, léku na vysoký krevní tlak.
Isosorbid může být rovněž složkou biopolymerů, například polyesterů.